# 7441 Láska
(7441) Láska, denumire internațională (7441) Laska, este un asteroid din centura principală de asteroizi.

## Descriere
7441 Láska este un asteroid din centura principală de asteroizi. A fost descoperit pe 30 iulie 1995 la Observatorul Kleť de Jana Tichá și Miloš Tichý. Asteroidul prezintă o orbită caracterizată de o semiaxă mare de 2,31 ua, o excentricitate de 0,08 și o înclinație de 4,9° în raport cu ecliptica.